# Hermann Lotter
Hermann Lotter (* 7. März 1940 in Nürnberg; † 5. Juni 2013 in München) war ein deutscher Schwimmer und Sportfunktionär.

## Werdegang
Lotter war Schwimmer bei den Wasserfreunden München. Zwischen 1959 und 1967 wurde er zwölffacher Deutscher Meister und erzielte 24 deutsche Rekorde. 1960 in Rom und 1964 in Tokio trat er bei den Olympischen Spielen an.
Er war lange Jahre persönliches Mitglied des Nationalen Olympischen Komitees für Deutschland (NOK) und von 1974 bis 1984 Vorsitzender der Wasserfreunde München.